# 贝涅饼

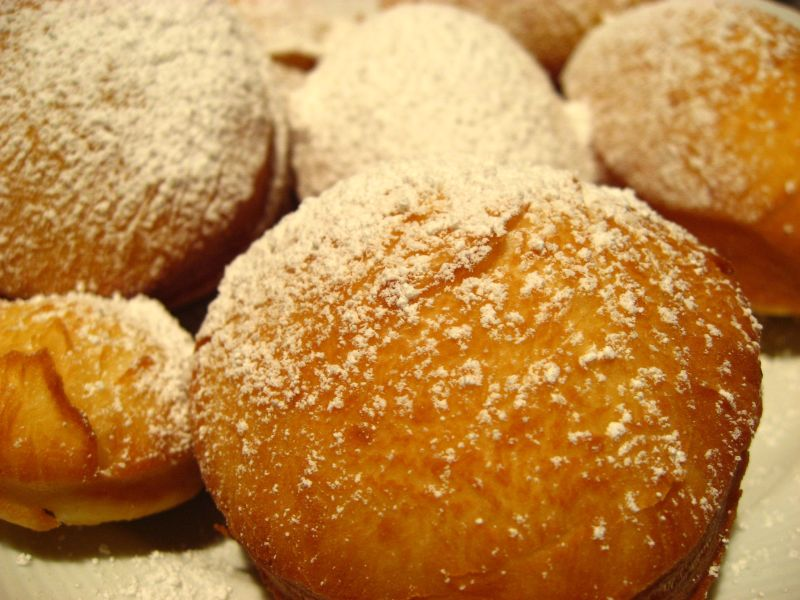
在油酥面团表面撒上一层薄薄的细砂糖做成的贝奈特饼

贝涅饼（法語：Beignet）是一种古羅馬无孔甜甜圈。它的弹性口感类似于油条。在美国，这种食品经常能在新奥尔良找到。不同口味的贝奈特饼（带有虾或小龙虾馅）也被当作是一道开胃菜。甜的貝奈特餅味道像牛利酥。